# Кръстьо Велянов
Кръстьо Димитров Лиманов Велянов с псевдоним Милко Ралин е български журналист, писател и революционер, деец на Вътрешната македонска революционна организация.

## Биография
Кръстьо Велянов е роден на 6 септември 1895 година в град Крушево, тогава в Османската империя, в семейството на революционера Димитър Велянов. Учи в българската търговска гимназия в Солун заедно със Симеон Евтимов.
В 1913 година новите гръцки власти закриват българските учелища в Солун, Димитър Велянов е арестуван и заточен на остров Трикери и Кръстьо Велянов бяга в Свободна България, където довършва средното си образование в Търговската гимназия в Свищов.
По време на временното освобождение на Крушево в годините на Първата световна война (1915 – 1918), Велянов е учител и секретар на околийското управление в родния си град.
След войната с баща си се установяват в София. Учи в Софийския университет, където в 1919 година заедно с Иван Михайлов и Йордан Чкатров основава Македонското студентско дружество „Вардар“. В 1923 година става главен редактор на новооснования вестник „Устрем“, но след брой 19 напуска, несъгласен с линията му. Работи няколко години като адвокат.
Участва като делегат на Крушевското благотворително братство в обединителния конгрес на Македонската федеративна организация и Съюза на македонските емигрантски организации от януари 1923 година.
От 1926 година е в редакцията на новосъздадения вестник „Македония“.
Присъства на Седмия конгрес на ВМРО в 1928 година.
Иван Михайлов пише за Велянов:
| „ | Кръстьо Велянов бе отличен говорител; в речта му преобладаше смисленост, точна анализа, а и проличаваше неговата начетеност. Той и пишеше хубаво. Беше сърдечен, крайно лоялен и търпелив, много скромен. И в студентската среда и всред младежката организация неговата деятелност бе плодоносна. | “ |

От 1935 до 1941 година е редактор на вестник „Днес“.
През 1942 година става редактор на битолския вестник „Пелистерско ехо“.
След Деветосептемврийския преврат в 1944 година е осъден по дело № 6 на така наречения Народен съд.
Занимава се с преводаческа дейност. Публикува статии и разкази в „Пелистерско ехо“, „Родина“, „Зора“, „Устрем“, „Днес“, „Македония“, „Вардар“, „Отец Паисий“, „Литературен глас“. Оставя много неиздадени ръкописи с разкази и романи. Превежда творби на Стефан Цвайг, Луис Бромфийлд, Джеймс Фенимор Купър и други. Автор на книгите „В бури. Македонски разкази“ (под псевдонима Милко Ралин, заедно с Никола Джеров, който използва псевдонима Бойко, 1926), „Войните на цар Симеон. Страници от най-бурното и светло царуване в българската история. 893 – 927“ (1927), „Днешната политическа постановка на македонския въпрос“ (1928), „Седянка. Битова картина“ (Драматизация по едноименния разказ на Т. Г. Влайков, 1939), „Илинден 1903. Очерк за Освободителната епопея на Македония и Одринско“ (1942).
Умира на 9 октомври 1954 година в София.
През 1957 г. книгите му „Днешната политическа постановка на македонския въпрос“ (1928) и „Илинден 1903. Освободителната епопея на Македония и Одринско“ (1942) са включени в Списъка на вредната литература.
Георги Томалевски пише за него:
| „ | Кръстьо е ценен човек. Той също е от Крушово, но не е мияк като мене. Завършил е търговската гимназия в Свищов. Там покрай Николай Лилиев, който бил преподавател в същата гимназия, силно обикнал литературата, където той прави сериозни, заслужаващи внимание опити. Кръстьо е спретнат, елегантен, изискан. Има усмихнати сини очи и точна, прецизна мисъл. С него е удоволствие да се приказва. Чувствителен и сърдечен, той увлича със своите разсъждения, с дълбокото си увлечение по френската литература и с усмивката си, която приятелски грейва на лицето му. | “ |